# Гарстад/Нарвік
Гарстад/Нарвік (норв. Harstad-Narvik lufthavn, Evenes; (IATA: EVE, ICAO: ENEV)) — міжнародний аеропорт, розташований у муніципалітеті Евенес, Нурланн, Норвегія.
Аеропорт обслуговує міста Гарстад і Нарвік.
Розташований поруч з авіастанцією Евенес Королівських ВПС Норвегії.
Цивільним сектором володіє та керує державна компанія Avinor.
Аеропорт має злітно-посадкову смугу довжиною 2 808 м, паралельну стернову доріжку та термінал з п'ятьма гейтами.
Аеропорт відкрито 30 червня 1973 року, спочатку зі злітно-посадковою смугою довжиною 1600 м.
Її продовжили в 1977 році, після того, як військові вирішили побудувати аеровокзал.

## Авіалінії та напрямки, березень 2022
| Авіакомпанія          | Пункт призначення                                                                 |
| --------------------- | --------------------------------------------------------------------------------- |
| Aegean Airlines       | Сезонний чартер: Родос                                                            |
| BH Air                | Сезонний чартер: Бургас                                                           |
| Brussels Airlines     | Сезонний чартер: Брюссель                                                         |
| Croatia Airlines      | Сезонний чартер: Спліт                                                            |
| Norwegian Air Shuttle | Берген, Осло-Гардермуен                                                           |
| Scandinavian Airlines | Осло-Гардермуен Сезонний чартер: Ханья, Спліт                                     |
| Widerøe               | Берген, Тромсе, Тронгейм Сезонно: Крістіансанн, Ставангер Сезонний чартер: Бургас |
| Wizz Air              | Гданськ                                                                           |

## Пасажирообіг
Див. джерело запитів Вікіданих та джерела.